# Багатолопатева булава

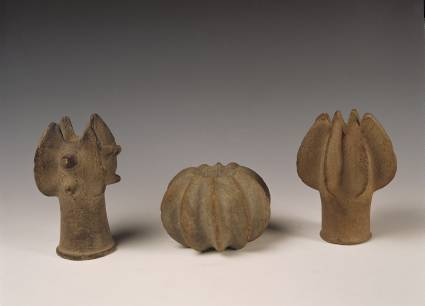
Кам'яні навершя вбагатолопатеву булав культури Мочика

Багатолопатеві булави — різновид булав, навершшя яких виконано з гранями (лопатями), призначеними для посилення пошкоджень та збільшення пробиваючої сили.

## Виготовлення
Лопаті могли отримувати, переважно, шляхом випилювання в навершші виїмок. Самі ж навершшя робилися з різних матеріалів  — бронзи, капа (твердий наріст на деревах), каменю, але переважно з заліза. Навершшя могли бути за формою сферичні або циліндричні, а ребра (лопаті) — трикутні або прямокутні в перетині, частіше паралельно осі руків'я, але іноді — спіральні.

## Історія
За деякими відомостями, у Візантії та ісламських країнах такі булави побутували до XI століття. Археологічні знахідки показують, що на Русі вони поширюються в XII — XIII століттях (майже 7 % з усіх знайдених наверш). В Європі також трапляються з XII століття  — німецькі та італійські найранішні булави зі спіральними лопатями, як вважають, запозичені у арабів з Сицилії. Незалежно багатолопатеві навершшя винайшли деякі індіанці.
В XIII — XIV століттях в Європі та Азії стали приварювати пластини, а не випилювати лопаті. Це призвело до появи шестоперів та перначів. За одними системами класифікації це різновиди багатолопатевих булав, за іншими  — окремий тип зброї.